# Tetragnatha lauta
Tetragnatha lauta este o specie de păianjeni din genul Tetragnatha, familia Tetragnathidae, descrisă de Yaginuma, 1959. Conform Catalogue of Life specia Tetragnatha lauta nu are subspecii cunoscute.

## Galerie

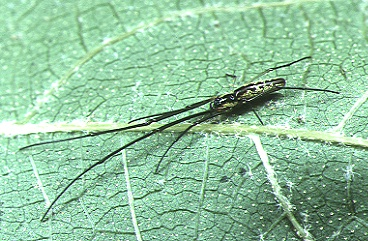
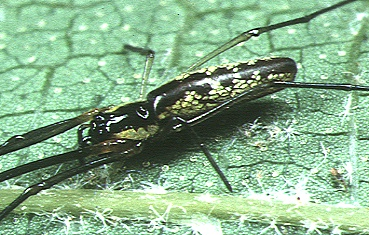